# جان-لو جوستين
جان-لو جوستين (بالفرنسية: Jean-Lou Justine)‏  (و. 1955 – م) هو عالم طفيليات، وعالم حيواني من فرنسا .

## التعليم
تعلم في جامعة مونبلييه (1977–1985)، ومدرسة الأساتذة العليا (1976–1977)، وجامعة نيس صوفيا انتيبوليس (1972–1976)